# 波瓦坦級遠洋拖船
波瓦坦級遠洋拖船舰队远洋拖船由七艘为美国海军建造的船只组成，由军事海运司令部(MSC) 运营。该级的首艘船于 1978 年下水，最后一艘在 MSC 服役的船将于 2023 年退役。在服役期间，波瓦坦号是海军拥有的最强大的拖船。

## 起源
首先，舰队拖船必须是强大的船只，能够在海军最大的战斗舰在战斗中受损或无法依靠自身动力继续前进时拖曳它们。 1942 年 6 月的中途岛海战中，舰队拖船“维雷奥”号拖走了被炸弹损坏的“约克城”号航空母舰。她的动力不足以完成这项任务，以至于她几乎无法让航母保持在航线上。 当波瓦坦级航母被设计出来时，海军航空母舰的排水量已经增加了两倍，需要比以前的舰队远洋拖船更大的拖曳力。
其次，艦隊拖船必須能夠進行跨洋航行。 1944 年 7 月，阿布納基號航空母艦拖著設備駁船從紐約駛往阿爾及利亞奧蘭。 在返回紐約的途中，她拖曳了被潛艇魚雷擊中的自由法國護衛艦塞內加爾號。 第二次世界大战期间，美国军事力量扩展到全球，要求波瓦坦级拖船拥有比前几代舰队拖船更大的航程。
第二次世界大戰期間，海軍建造了 22 艘阿巴納基級艦隊拖船。 到了 1970 年代中期，即使是最年輕的也有 30 歲了，他們的能力落後於艦隊中艦艇的規模和航程。 1967 年，海軍艦艇特性委員會考慮了一項改進艦隊遠洋拖船以取代阿布納基級的計劃。SCB 724.67 項目最終被取消。 1973 年，SCB 的繼任者船舶採購和改進委員會再次接管了現代化船隊拖船。其計劃 SAIB 744.75（日期為 1973 年 12 月 28 日）最終作為 1975 財年預算的一部分獲得批准。  
1975 年 9 月 12 日，马里内特海事公司获得了前四艘波瓦坦级拖船的合同。这四艘船的合同价格为3050万美元。 最后三艘船的合同于 1978 年 2 月 27 日授予七艘拖船的总成本估计为 1.08 亿美元。海軍原本想要十艘波瓦坦級艦艇，但後來取消了三艘，從而節省了 5100 萬美元的初始採購成本。 

## 構造及特點
波瓦坦級的所有七艘艦艇均在威斯康星州馬里內特的馬里內特海軍造船廠建造。 他們的船體是由焊接鋼板製成的。 這些船的水線長 225 英尺 11 英寸（68.86 m），總長 240 英尺 1 英寸（73.18 m），橫梁長 42 英尺（13 m），吃水深度 15 英尺（4.6 m）。 滿載排水量 2,260 噸。 
最初建造时，波瓦坦级舰艇有两个可调螺距科特喷嘴螺旋桨用于推进。他们拥有两台 20 缸柴油发动机GM EMD 20-645F7B，  ，可提供 4,500轴马力。这些将使船舶以 15 节的速度行驶。他们还有一个 300 马力的船首推进器来提高机动性。 
船上的电力由三台 400 千瓦的发电机提供。它们由四台底特律柴油机8v-71 发动机提供动力。 
波瓦坦级拖船的航程覆盖全球，以支持美国舰队跨洋航行。因此，它们的储罐容量很大。它们可以运载206,714美制加侖（782,500公升）柴油， 6,100美制加侖（23,000公升）润滑油，以及6,000美制加侖（23,000公升）饮用水。 他们在 13 节的情况下未加油的航程为10,000英里（16,000）

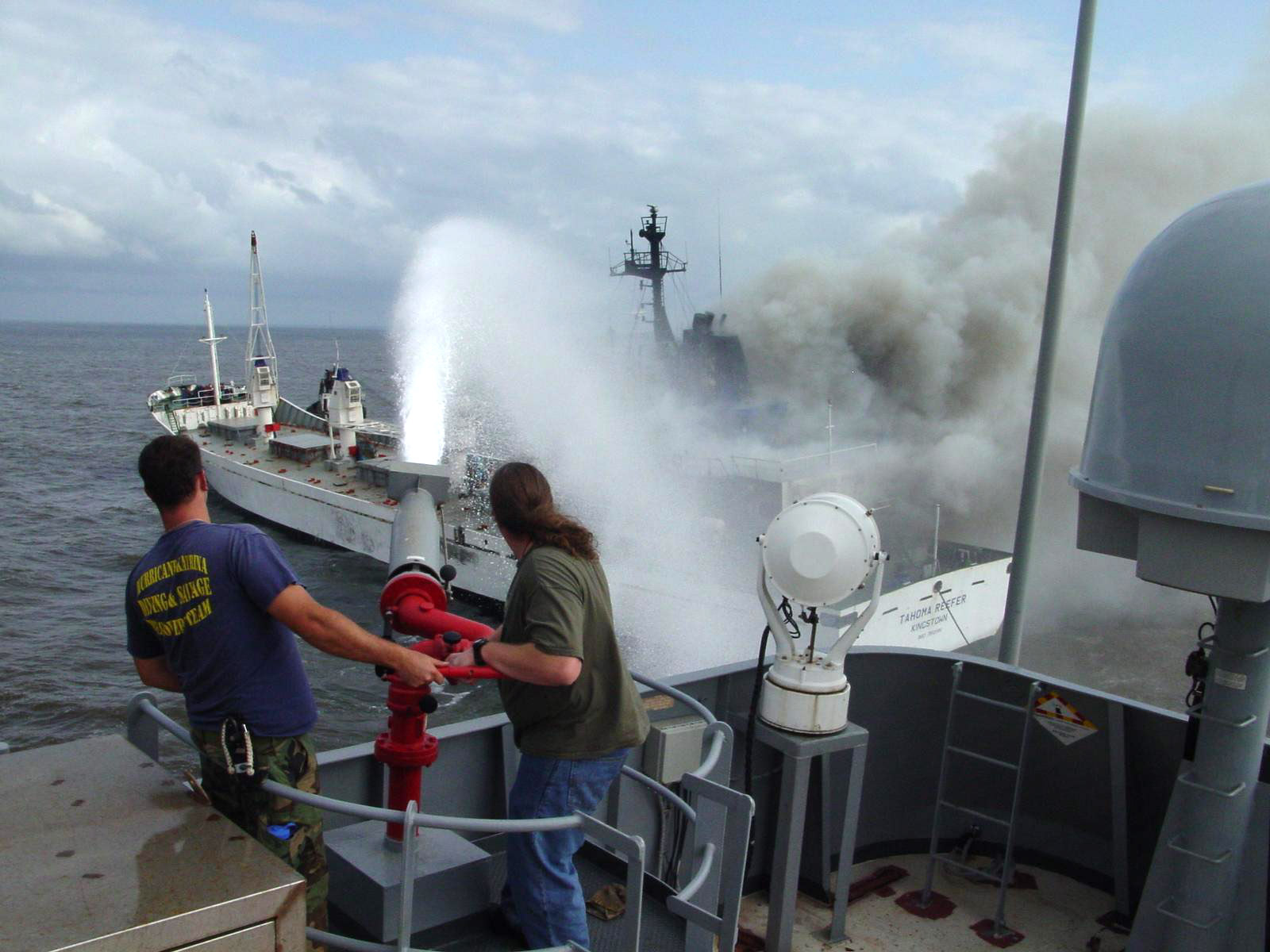
美国海军阿帕奇号在塔霍马冷藏船上救火

虽然波瓦坦级拖船本身不是战斗人员，但其设计目的是部署到战斗活跃的地区，以协助受损的船只。由于在战斗中受损的船只经常着火，拖船配备了三台消防炮，每分钟可喷射 2,200 加仑的消防泡沫。 它们由两台底特律柴油机 8v-71 发动机提供动力。拖船的强大泵可以帮助受损船只对被淹没的舱室进行脱水。 虽然这些舰艇都没有武装，但其设计中规定可以在战时安装两门 20 毫米火炮和两挺 0.50 口径机枪。 
波瓦坦级舰艇的后甲板大部分是开放的，可以容纳许多不同的角色。它提供4,000平方英尺（370平方）  的工作空间。 舰队拖船的任务之一是将受损的军舰拖回港口。该船的后甲板配备了 SMATCO 66 DTS-200 拖曳绞车，用作拖船。 拖曳系统可容纳钢丝绳或合成纤维缆绳，并产生多达 90 短吨的系柱拉力。他们有一台 10 吨起重量的起重机，用于在后甲板上移动货物。 有用于用螺栓固定集装箱和其他设备的连接。甲板空间用于接收直升机垂直补给行动的补给。 无人水下航行器已从甲板上发射和回收。 可以搭载便携式潜水/减压模块来支持打捞作业。 

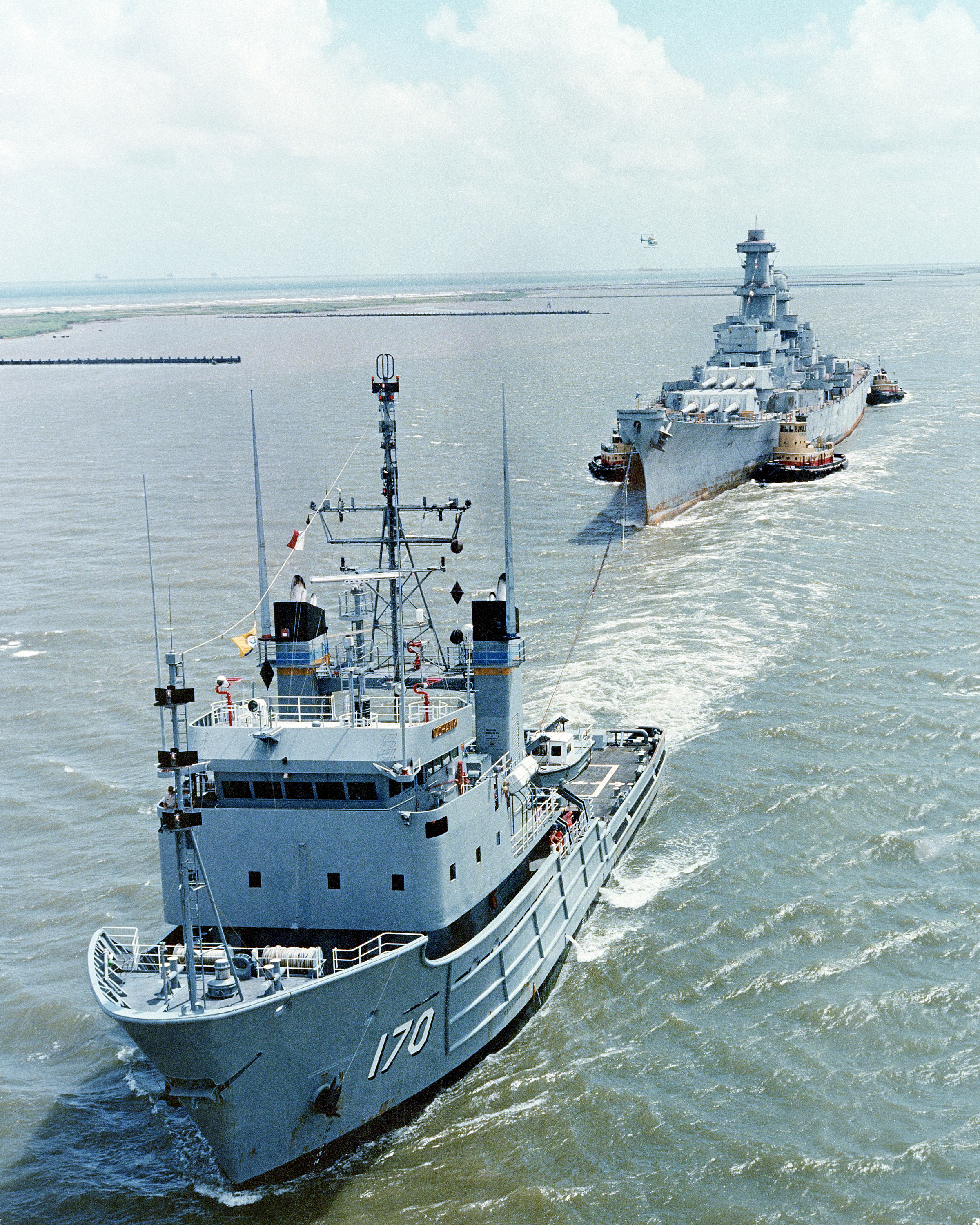
莫霍克号遠洋拖船拖曳威斯康辛號戰艦

與所有 MSC 船舶一樣，波瓦坦級船舶的船員都是平民水手。 發射時，他們的人員包括 16 名文職人員和一支由 4 名通訊專家組成的軍事分隊。 這些艦艇還可額外容納 16 名人員，以執行臨時的、特定任務的任務。 
波瓦坦级的所有舰艇均以美洲原住民部落命名。

## 退役和替代
除Catawba之外，所有Powhatan级拖船均已由 MSC 退役，预计将于 2023 年退役。它们将被納瓦霍級救援船取代。这些船柱的系柱拉力将大得多，达到 176 吨，以便有效拖曳海军最大的航空母舰。它们的后甲板将更大，并具有更强大的连接，以支持用于不同任务的各种舰载设备。后甲板上的起重机容量将增加一倍，达到 40 吨。它们将配备动态定位系统，以便悬停在失踪的潜艇上空进行救援行动。

## 艦名列表
波瓦坦级舰队远洋拖船是分配给军事海运司令部的非服役船只。下面的激活和停用日期反映了他们与 MSC 的服务。其中一些人曾经并继续在其他组织任职。
| 艦名         | 舷號      | 龍骨鋪設            | 下水                | 服役                | 退役               | 備註                                                                                                  | 照片 |
| ------------ | --------- | ------------------- | ------------------- | ------------------- | ------------------ | --- | ---- |
| 波瓦坦號     | T-ATF-166 | 1976 年 9 月 30 日  | 1978 年 6 月 24 日  | 1979 年 6 月 15 日  | 1999 年 2 月 26 日 | 退役后，她被租给Donjon Marine公司。 2008 年租约结束后，她被土耳其海軍收購並改名為 TCG Inebolu號服役。 |      |
| 纳拉甘西特號 | T-ATF-167 | 1977 年 5 月 5 日   | 1979 年 5 月 12 日  | 1979 年 11 月 9 日  | 1999 年 9 月 30 日 | 纳拉甘西特號已被重新命名为 TSV-4，一艘目标拖船。她被分配到第 4 航母战斗群。                           |      |
| 卡托巴號     | T-ATF-168 | 1977 年 12 月 14 日 | 1979 年 9 月 22 日  | 1980 年 5 月 28 日  | 2023年             | 海军已宣布打算在 2023 财年让卡托巴號退役                                                              |      |
| 纳瓦霍人號   | T-ATF-169 | 1977 年 12 月 14 日 | 1979 年 12 月 20 日 | 1980 年 6 月 13 日  | 2016 年 10 月 1 日 | |      |
| 莫霍克號     | T-ATF-170 | 1979 年 3 月 22 日  | 1980 年 5 月 17 日  | 1980 年 10 月 16 日 | 2015 年 8 月 31 日 | |      |
| 蘇族號       | T-ATF-171 | 1979 年 3 月 22 日  | 1980 年 11 月 15 日 | 1981 年 5 月 1 日   | 2021 年 9 月 30 日 | |      |
| 阿帕奇號     | T-ATF-172 | 1979 年 3 月 22 日  | 1981 年 3 月 28 日  | 1981 年 7 月 23 日  | 2022 年 9 月 30 日 | |      |